# Farm Island (Piscataquis County, Maine)
Farm Island ist eine Insel im Moosehead Lake in Maine, dem nordöstlichsten Bundesstaat der USA. Sie ist mit 980 Acre, nach den beiden im südlichen Teil des Sees gelegenen Inseln Sugar und Deer Island, die drittgrößte Insel im See.

## Geschichte
1912 entdeckten Archäologen an etwa 50 Plätzen rund um den See und auf den Inseln an 21 Stellen Artefakte. Auch fand man Anfang der 1920er Jahre  Pfeilspitzen auf Farm Island und den anderen größeren Inseln.
1827 gehörte die Insel einem A. A. Crafts, 1903 befand sich dort die Kingsbury plantation.
Heute befindet sich auf der unbewohnten Insel ein Platz mit einer Feuerstelle (Farm Island Campsite), für deren Nutzung eine Erlaubnis einzuholen ist.